# Soname Yangchen

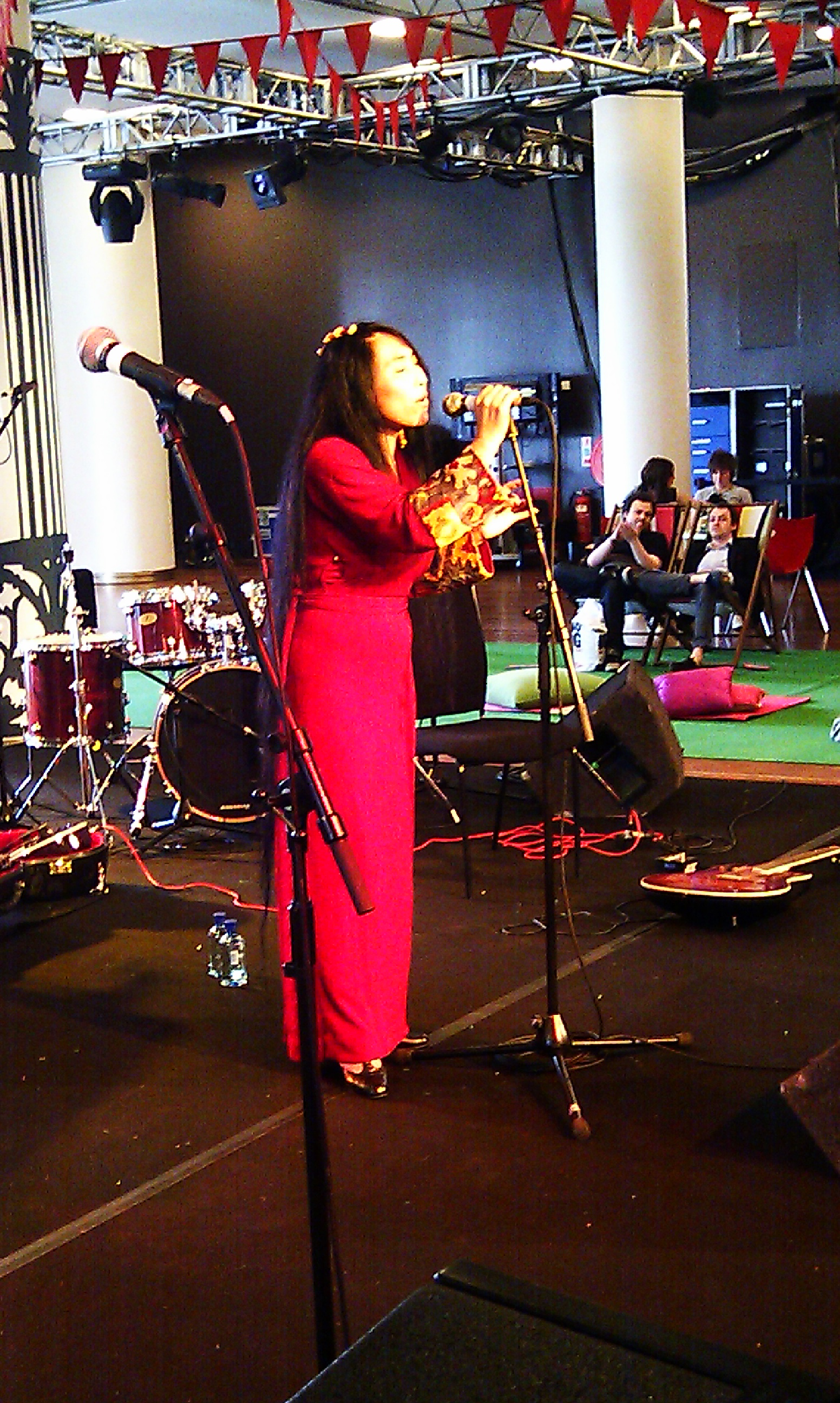
Soname, tybetańska piosenkarka, na festiwalu Meltdown w londyńskim South Bank

Soname Yangchen (ur. 1973) – tybetańska piosenkarka i kompozytorka utworów.

## Życiorys
Soname Yangchen urodziła się w 1973 w mieście Yarlung, stanowiącym część Tybetu. Od dziecka interesowała się śpiewaniem. W wieku 16 lat przeniosła się do Indii. Później powróciła do Anglii, gdzie zaczęła zawodowo zajmować się muzyką. W 2003 wystąpiła na gali w Królewskiej Operze w Londynie. W latach 2004–2007 była członkinią projektu Mono Band gitarzysty zespołu The Cranberries, Noela Hogana. Użyczyła głosu na EP Mono Band projektu w utworze "Brighter Sky".